# B-24 (航空機)
コンソリデーテッド B-24 リベレーター
コンソリデーテッド PB4Y-1 リベレーター
B-24D-7-CO 41-23828号機(撮影年不詳)
- 用途：爆撃機、対潜哨戒機
- 分類：重爆撃機
- 設計者：アイザック・M・ラドン
- 製造者：

  - コンソリデーテッド・エアクラフト(開発)
  - ダグラス・エアクラフト
  - フォード・モーター
  - ノースアメリカン・エイヴィエーション
- 運用者：
  -  アメリカ合衆国（陸軍航空隊、海軍）
  -  イギリス（イギリス空軍）
  -  カナダ（カナダ空軍）
  -  インド （インド空軍）
- 初飛行：1939年12月29日
- 生産数：18,431機（諸説あり）
- 生産開始：1941年
- 運用開始：1941年
- 退役：1968年（インド空軍）
- 運用状況：退役
- 派生型：PB4Y-2 プライヴァティア

コンソリデーテッド B-24 リベレーター（B-24 Liberator）は、アメリカ陸軍航空軍の大型爆撃機。開発はコンソリデーテッド・エアクラフト社。愛称の「リベレーター(Liberator)」とは解放者の意。アメリカ海軍にもPB4Y-1 リベレーターとして正式採用され、対潜哨戒機として運用された。

## 特徴
形状の特徴としては飛行艇を主に開発していたコンソリデーテッド社らしく、上下に高く幅が比較的薄い胴体と高翼を持っている。当時、アメリカ陸軍の主力重爆撃機となりつつあったB-17重爆撃機は、並外れた堅牢性で高い評価を受けてはいたが、航続距離の短さが難点であった。これは、イギリスを拠点とするドイツへの爆撃でも余裕は少なく、太平洋上での作戦や以後想定される日本本土への爆撃には大きな制約となるものであった。
コンソリデーテッド社は航続距離を伸ばすため、主翼の翼型にはデービス翼と呼ばれるグライダーのような細長い直線翼をモデル31から流用した。これは前後のスパンが短いため、前縁直後から急激に厚みを増す翼面であるが、主翼内に大容量の燃料タンクを配置する点でも好都合であった。垂直尾翼は空気抵抗を大きく増やさずに面積を稼ぐことができるとされていた双尾翼で、当時の流行でもあった。爆弾倉扉も開放時に前面投影面積が変わらない、巻き上げ式シャッターとした。B-17と比べて設計年度が新しい事により最大速度、航続距離、太い胴体断面を生かした爆弾搭載量など全ての数値で上回っていた。この大きな機内容積と長い航続距離の組み合わせでB-24も高い汎用性を持ち、対潜哨戒機や輸送機としても使用され、生産数でもB-17をも上回っている。なお、B-24から米実用爆撃機は首輪式が主流となった。
武装や製造した会社でE型、G型、H型、J型に分かれる。G型の途中から機首に回転銃座が取り付けられた。L型およびM型は軽量型になる。B-24の輸送機型であるC-87リベレーター・エクスプレスも開発された。C-87はそれまでのC-47双発輸送機よりも優れた性能を示し、アメリカ陸軍航空隊やイギリス空軍で運用された。
製造はコンソリデーテッド社のサンディエゴ工場およびフォートワースの他、ダグラス・エアクラフト社のタルサ工場、フォード・モーター社のウィローラン工場、ノースアメリカン社のダラス工場で作られた。特にフォード社は、他の航空機会社の生産能力が1日1機であったのに対して、24時間体制によって1時間1機のB-24を生産した。
B-24の生産数はアメリカ陸軍航空隊向けとしては最多の18,431機（諸説あり）が終戦直前まで生産され、これに海軍向けの1,000機近くが加わる。B-29の生産機数は約4,000機、B-17は約13,000機であり、B-24は第二次世界大戦中に生産されたアメリカ軍機の中で最多となった。
B-24はイギリス空軍に受けが良かった。これは初期型のB-17の低性能に失望した経験からB-17に対して良い印象を持っていなかったため、B-17よりもB-24を欲しがったと言われており、イギリス空軍が重爆撃機に要求した「ともかく大量の爆弾を、少しでも遠くに」という、爆弾運搬能力重視の姿勢も関係がある。B-24はB-17に比べると爆弾倉が大きく、性格的に英空軍の主力となったアブロ ランカスターにも似ていた。ただし、前述のとおりアメリカ陸軍が対ドイツ本土空襲に大量投入したB-17はエンジンを変更したF型とG型で持ち前の信頼性と堅牢性に加え、初期型からは性能が大きく向上しており武装も強化されていた。
B-24の欠点としては、銃弾を機体に受けると安定性に難が有る、飛行高度がB-17より低いなどがあった。またはアスペクト比の高すぎる主翼が被弾時に折れやすい上、開放時の速度低下を最小にするために採用された巻き上げシャッター式の爆弾倉扉が構造的に弱く、「クルーが誤って踏み破ってしまった」という評さえあった。特に不時着水時に爆弾倉扉が破損して機体が一気に水没する危険があり「B-17に比べて脆弱」と運用側の評価は芳しくなかった。B-17であれば生還できた損傷でも機体を喪失した例も多く、これもあって特に航続距離が重視される太平洋戦線の場合と異なり、欧州においては総合力生還率で勝るB-17を置き換えるには至らなかった。悪評も多く、「乗員一掃機」、「空飛ぶ棺桶（Flying Coffin）」、「未亡人製造機（Widow Maker）」などの悪意ある仇名がつけられた。B-17のほうが攻撃されにくかったから、乗員はB-17のほうを好んだが、B-24は優秀で、多用途性のある軍用機であった。

## 歴史
1938年、コンソリデーテッド社はアメリカ陸軍航空隊からB-17のライセンス生産の依頼を受けたがそれを断り、逆に独自の4発大型爆撃機の開発を提案して短期間に新型機を開発した。コンソリデーテッド社はモデル31飛行艇（XP4Y）を土台にモデル32を作成した。これがアメリカ陸軍航空隊に受け入れられ、1939年2月に試作型のXB-24を1機受注した。これに続いて4月には、増加試作機のYB-24を7機、8月には量産型のB-24Aを38機受注した。
1939年12月29日にXB-24の初飛行に成功した。この時の飛行速度が440 kmと低速であったため、排気タービン過給器（ターボチャージャー）装着型のXB-24Bに改造された。引き続き前量産型のYB-24、およびほぼ同等のB-24Aが生産されたが、これらの初期生産型についてはイギリスに送られLB-30A / LB-30B（リベレーターI）の名称で哨戒業務に就いた。
その後、1941年にアメリカ陸軍航空隊向けに生産が開始された。当初は輸送機として使われたが、1941年12月にターボチャージャー付爆撃機B-24Cが9機引き渡され、翌年1942年1月に本格量産型となるB-24Dが登場した。

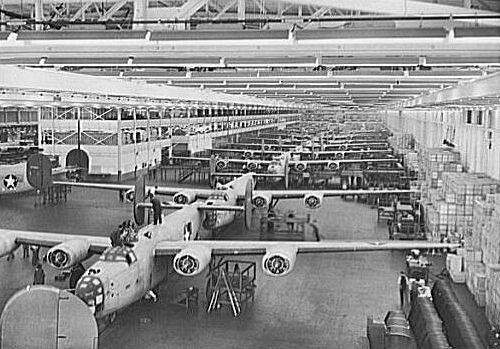
フォード・モーターのウィローラン工場で大量生産されるB-24E。

B-24は1942年11月に太平洋戦線のオーストラリアに配備され、それまで使われてきたB-17に代わり主力爆撃機として運用が始まった。B-29が投入されるまで、太平洋戦線の主力として活躍した。
1943年8月1日、アフリカ北部のリビアからルーマニアのプロイェシュティにある石油産業に対して爆撃を行った（タイダルウェーブ作戦）。B-24の大きな航続力は、この任務に適していた。
1944年（昭和19年）9月、ニューギニア基地の第5軍所属のB-24によるボルネオ・バリクパパン油田への長距離攻撃をおこなっている。また比島作戦の援護にも参加し、1945年（昭和20年）4月からは中国および日本本土まで作戦域を広げ、B-29とともに活動した。日本本土空襲では1945年（昭和20年）7月28日のタロア（第7爆撃団第494爆撃群第866爆撃隊所属、機体番号#44-40716、機長ジョセフ・ダビンスキー中尉）、ロンサムレディー（第7爆撃団第494爆撃群第866爆撃隊所属、機体番号#44-40743、機長トーマス・C・カートライト少尉）はじめ多くの喪失機を出し、捕虜となった搭乗員の中から原爆被爆死者も出ている（広島原爆で被爆したアメリカ人参照）。
1944年8月12日、無線操縦可能に改修されたPB4Y-1の一機に12トンの爆薬が積み込まれ、ジョセフ・P・ケネディ・ジュニア大尉（後のアメリカ大統領ジョン・F・ケネディの兄）の操縦でV-1ブンカーの攻撃に向かったが、無線操縦装置と起爆装置の不具合により、出撃してすぐ二人が脱出する前にイギリス南部の上空で機体が大爆発を起こした。ジョセフと副操縦士も共に死亡し、後に戦死と認定された。
1942年頃、アメリカ海軍は4発の長距離哨戒爆撃機の必要性を痛感していた。そこで、陸軍が沿岸哨戒に利用していたB-24を元に哨戒機型であるPB4Y-1 リベレーターを発注した。なお、その発展型でもあるPB4Y-2 プライヴァティアは1944年-1970年代までの長い間、主に哨戒機として使用された。PB4Y-2はPB4Y-1の運用実績を受け、高高度飛行性能を落とすとともに防御火器を強化し長距離哨戒任務での操縦士の負担軽減のため、航空機関士を同乗させた。ほか、垂直尾翼は1枚の大型のものになった。輸送機としてR2Yが試作も含め2機製造されている。日本軍の文書では、これらもすべて「B-24」として処理されている。

## 各型
出典:
B-24が生産された5つの製造工場の製造工場コード（Production facility code）は以下の通り。
- CO - コンソリデーテッド社サンディエゴ工場
- CF - コンソリデーテッド社フォートワース工場
- DT - ダグラス社タルサ工場
- FO - フォード社ウィローラン工場
- NA - ノースアメリカン社ダラス工場

### アメリカ陸軍仕様（B-24）

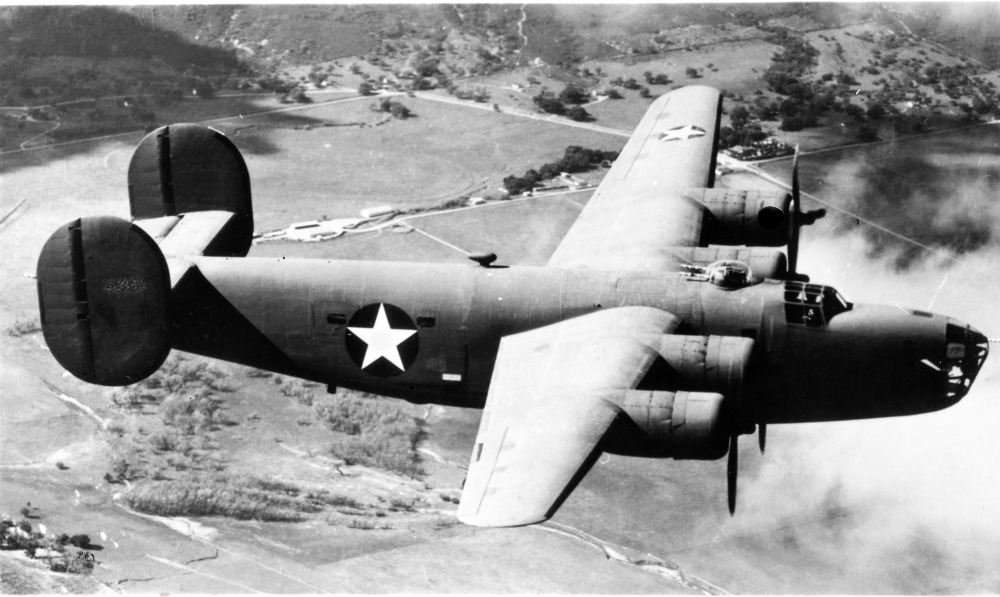
B-24D

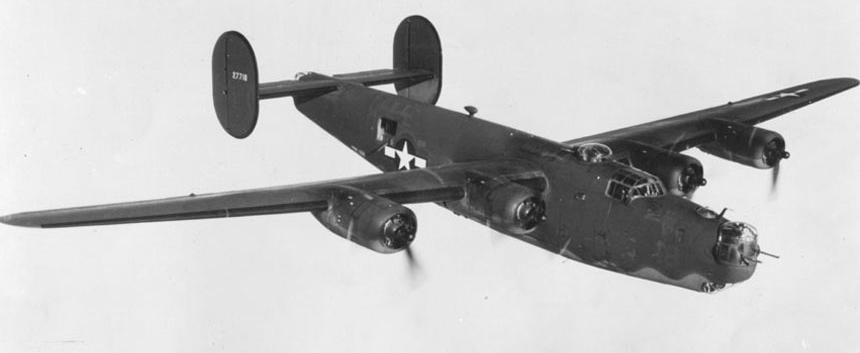
B-24H

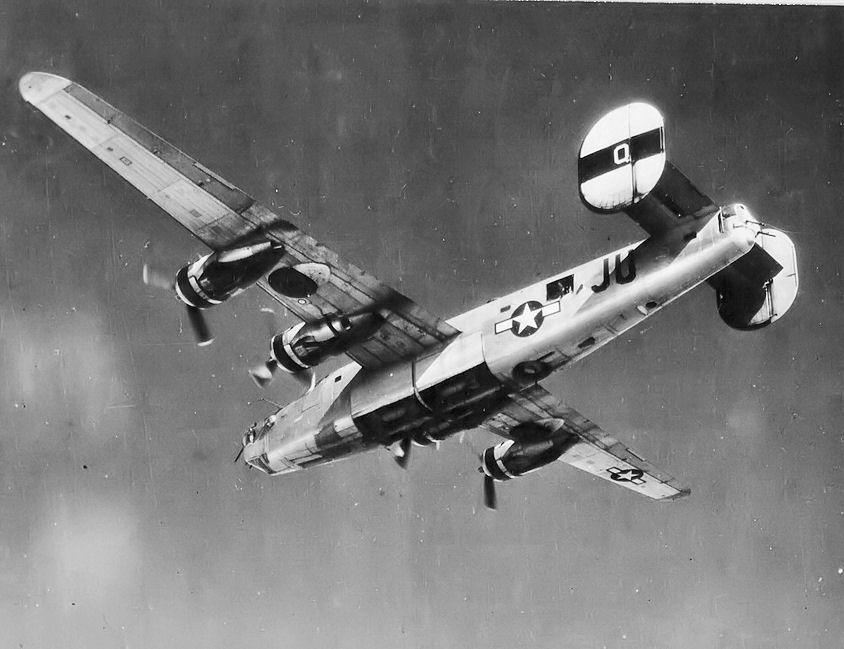
B-24J

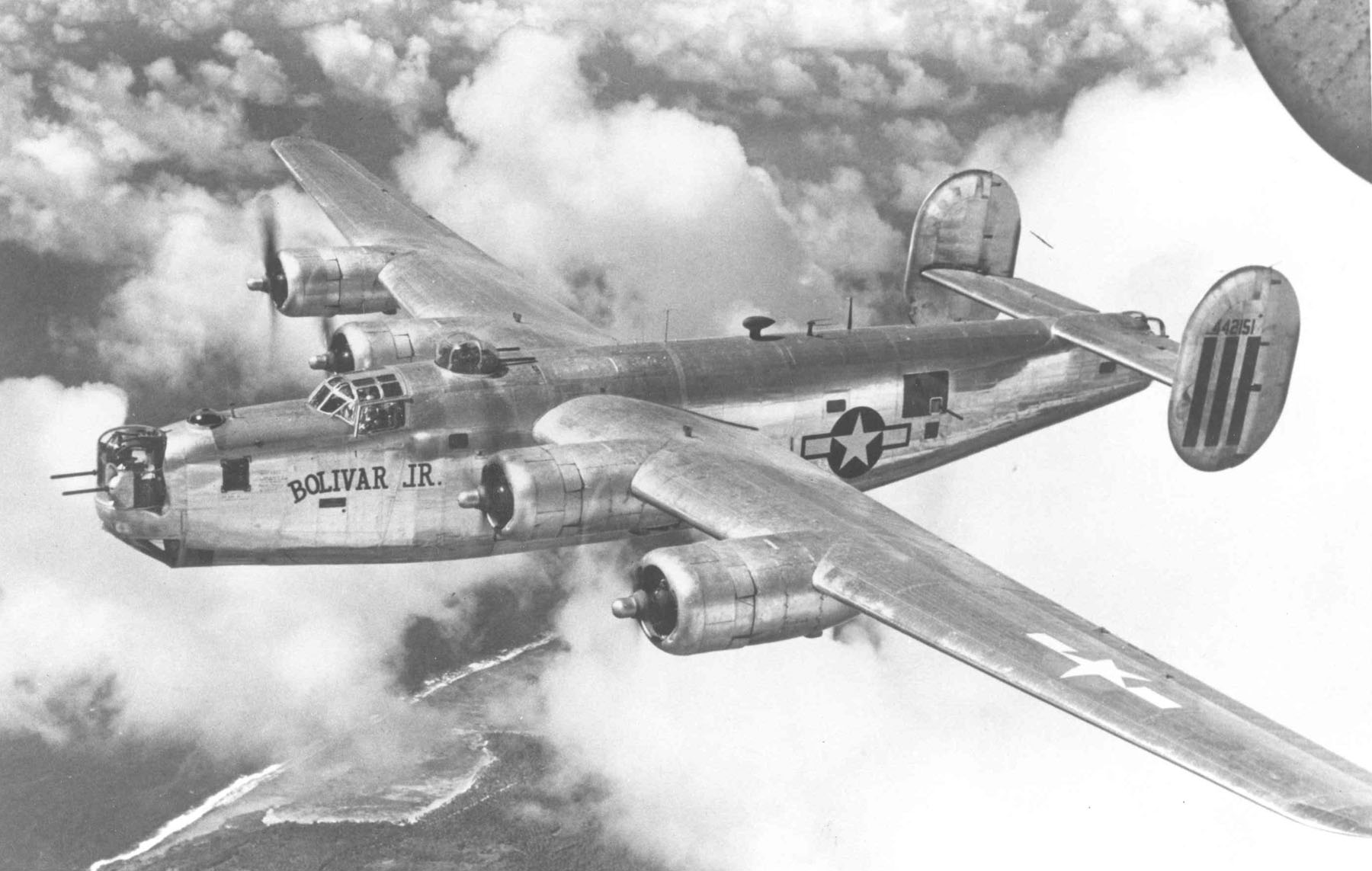
B-24M

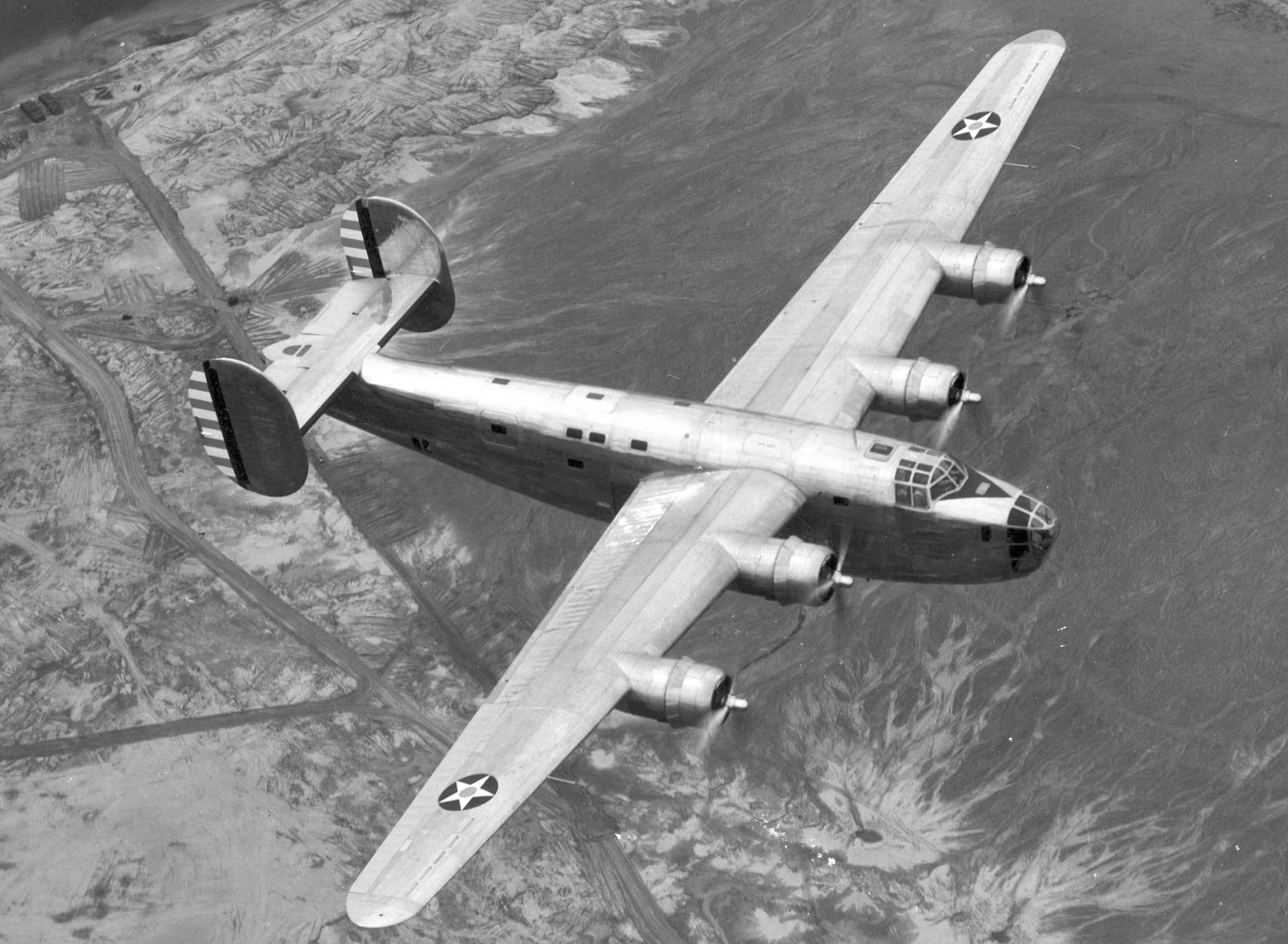
XB-24
モデル32の試作機。R-1830-33（R-1830-S3C4-G、1,200hp）搭載。1機製造。
YB-24
増加試作機。7機製造。後に6機がLB-30Aとしてイギリス空軍に引き渡された。
RB-24
イギリス空軍に引き渡されなかったYB-24の7号機に与えられた名称。RはRestricted use（制限使用）の意で各種試験に用いられた。
B-24A
初期量産型。性能不足で主に輸送任務に使用された。38機が発注されたが9機製造された所で残りはキャンセルされC型、D型の発注に回された。
XB-24B
排気タービン過給器装備試験機。GE製B-2ターボ過給器付きのR-1830-41（R-1830-S4C4-G、1,200hp）搭載。XB-24から改造。
B-24C
排気タービン過給器装備の初期生産型。実戦には投入されず、各種試験や乗員訓練に使用。9機製造。
B-24D
排気タービン過給器装備の本格的な量産型。R-1830-43または-65（1,200hp）装備。製造ブロックによって武装のバリエーションは様々だが、スペリー製A-13ボールターレットが搭載されたのはB-24D-140-CO、B-24D-20-CF、B-24D-DTからである。サンディエゴ工場、フォートワース工場、タルサ工場合わせて2,725機前後製造（諸説あり）。
CB-24D
耐用期限が切れたB-24D（2機）を改造した非武装輸送型。
TB-24D
航空機関士訓練機。旧名AT-22。R-1830-43装備。輸送型C-87（後述）の生産ラインから5機転用。
B-24E
B-24Dのフォード社仕様。だがフォートワース工場やダグラス社タルサ工場でも同仕様が生産されている。R-1830-65装備（タルサ工場製のみR-1830-43）。A-13ボールターレットは未装備で、プロペラもD型から変更されている。3工場合わせて801機製造。
XB-24F
加熱式防氷装置の試験機。B-24Dから1機改造。
B-24G
B-24Dのノースアメリカン社仕様。同社呼称NA-95。R-1830-43または-65装備。A-13ボールターレットは初期型のみ未装備。B-24G-5-NTから機首にエマーソンA-15旋回銃塔を装備。430機製造。
B-24H
B-24Gの発展型。R-1830-43または-65装備。胴体上部、尾部銃塔も新型に変更された。フォートワース工場、ウィローラン工場、タルサ工場合わせて3,100機製造。
B-24J
後期主力生産型。R-1830-65装備。B-22ターボ過給器など内装がB-24Hと比べて更新されているが、機体構造は基本的にB-24Hに準ずる。5工場すべてで生産されたがノースアメリカン社製と他工場製の一部は既存の防氷ブーツに代わってXB-24Fで試験した加熱式防氷装置を装備している。全工場合わせて6,678機製造。:
なお、前方視界改善を狙って（B-24シリーズは機体断面が縦長長方形のため、操縦席からの前方視界に難があった）1機のB-24J-COに墜落したB-17Gの機首（操縦席より前の部分）を組み合わせる試験が行われているが、特に新たな型番は与えられていない。
CB-24J
B-24Jから改造された偵察型（F-7A、後述）を再改造した輸送型。1機以上改造。
TB-24J
練習型。621機改造。
XB-24K
単垂直尾翼の試験機。R-1830-75（1,350hp）装備。上端をカットしたB-23の垂直尾翼を使用。フォード社でB-24Dから1機改造。
B-24L
軽量型。ボールターレットを廃して環状銃架とし、尾部銃塔も軽量型のM-6AとするなどB-24Jと比べ1,000ポンド（454kg）ほど軽量化した。サンディエゴ工場、ウィローラン工場合わせて1,667機製造。
RB-24L
B-29搭乗員向けの射撃訓練機。胴体各部にB-29と同じ遠隔操作銃塔を装備。194機改造。
TB-24L
RB-24Lにレーダーを搭載したレーダー手訓練機。改造数不明。
B-24M
最終生産型。B-24Lと仕様はほとんど同じだが、ボールターレットが復活している。サンディエゴ工場、ウィローラン工場合わせて2,593機製造。
TB-24M
練習型。111機改造。
ZB-24M
アメリカ空軍設立後、残存していたB-24Mの一部に与えられた名称。ZはObsolete（旧式）の意。
EZB-24M
ライト航空開発センター空中結氷研究所で試験に用いられたZB-24M。
XB-24N
単垂直尾翼の生産型試作機。R-1830-75装備。機首および尾部銃塔を新形式に変更。1機製造。
YB-24N
増加試作機。7機製造。
B-24N
生産型。5,168機が発注されたが第二次世界大戦終結により全機キャンセル。
XB-24P
武装試験機。スペリー社で連装尾部銃塔を装備。B-24Dから1機改造。
XB-24Q
B-47搭載予定のレーダー操作尾部銃塔の開発試験機。B-24Lから1機改造。
XB-41
編隊掩護用ガンシップ。B-24Dから1機改造。
BQ-8
無線操縦の無人飛行爆弾。B-17を元にしたBQ-7と同様、離陸は乗り込んだパイロットが行い離陸後にパラシュートで脱出する。B-24DおよびB-24Jから改造。1944年8月12日の初攻撃任務にはジョン・F・ケネディの兄ジョセフ・P・ケネディ・ジュニアがパイロットとして参加していたが、脱出前に機体が原因不明の爆発を起こし戦死した。これを最後に攻撃は行われなかった。
C-87 リベレーター・エクスプレス / C-109
輸送専用機（C-109は燃料輸送型）。各種派生型は当該記事を参照。
XF-7
写真偵察型の試作機。爆撃装備を外して燃料タンクおよびカメラを搭載。B-24Dから1機改造。
F-7
写真偵察型。ロッキード社でB-24Dから4機改造。
F-7A
写真偵察型。カメラ搭載位置を機首と爆弾倉に分け、燃料タンクを追加。ノースウエスト改修センターでB-24Jから87機改造。
F-7B
写真偵察型。カメラ搭載位置を爆弾倉のみとした。B-24J、B-24L、B-24Mから計123機改造。

### アメリカ海軍仕様（PB4Y）

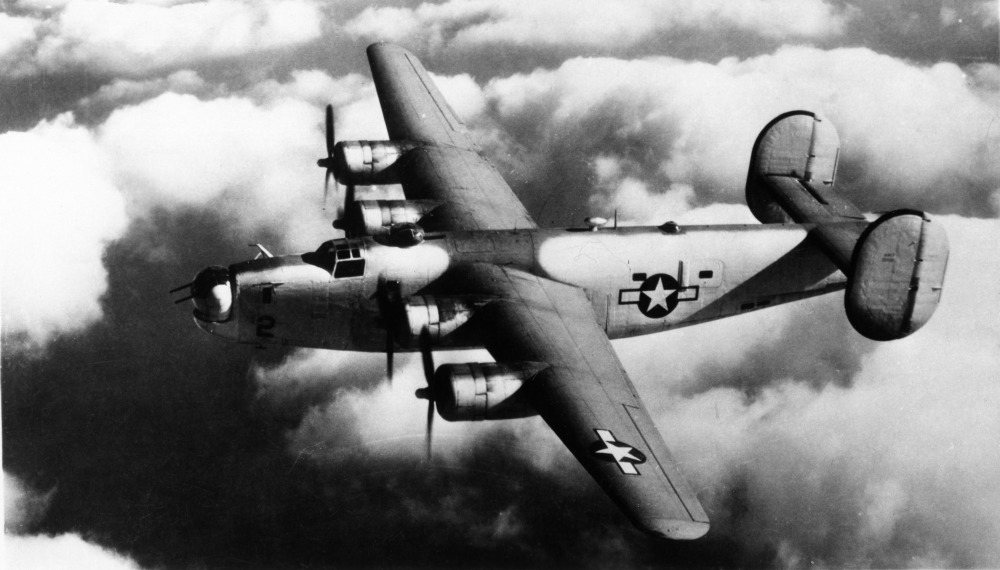
PB4Y-1

PB4Y
対潜哨戒型。B-24D、B-24J、B-24L、B-24Mの海軍仕様。機首旋回銃塔は陸軍型とは異なりERCO 250SH-2を装備したがA-15やA-6Aのままの機体もあった。ボールターレットを外して対艦レーダーを装備した機体も多い。977機製造。
PB4Y-P
写真偵察型。65機改造。
PB4Y-2 プライヴァティア
単垂直尾翼化など機体を大幅に改良した発展型。各種派生型は当該記事を参照。

### イギリス空軍仕様（リベレーター）

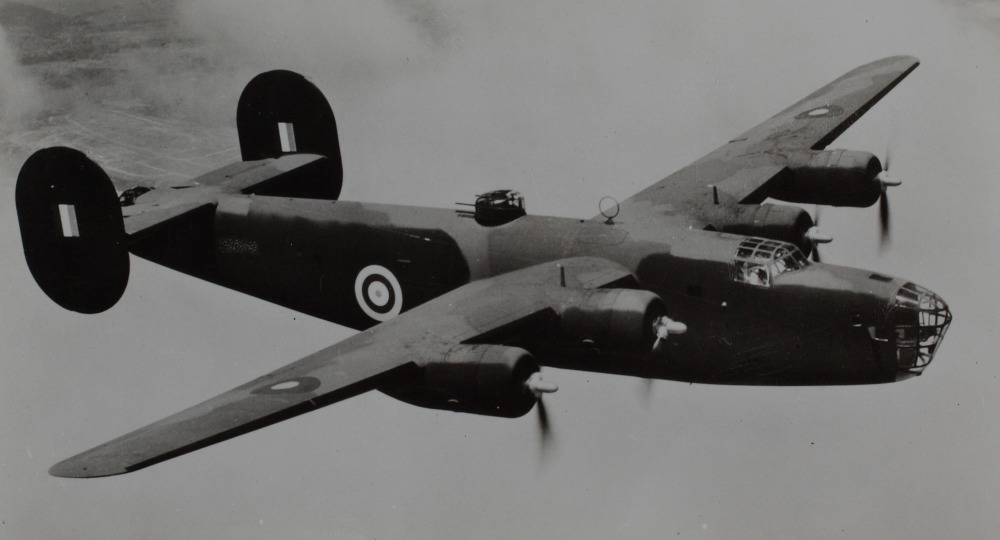
リベレーター B Mk.I

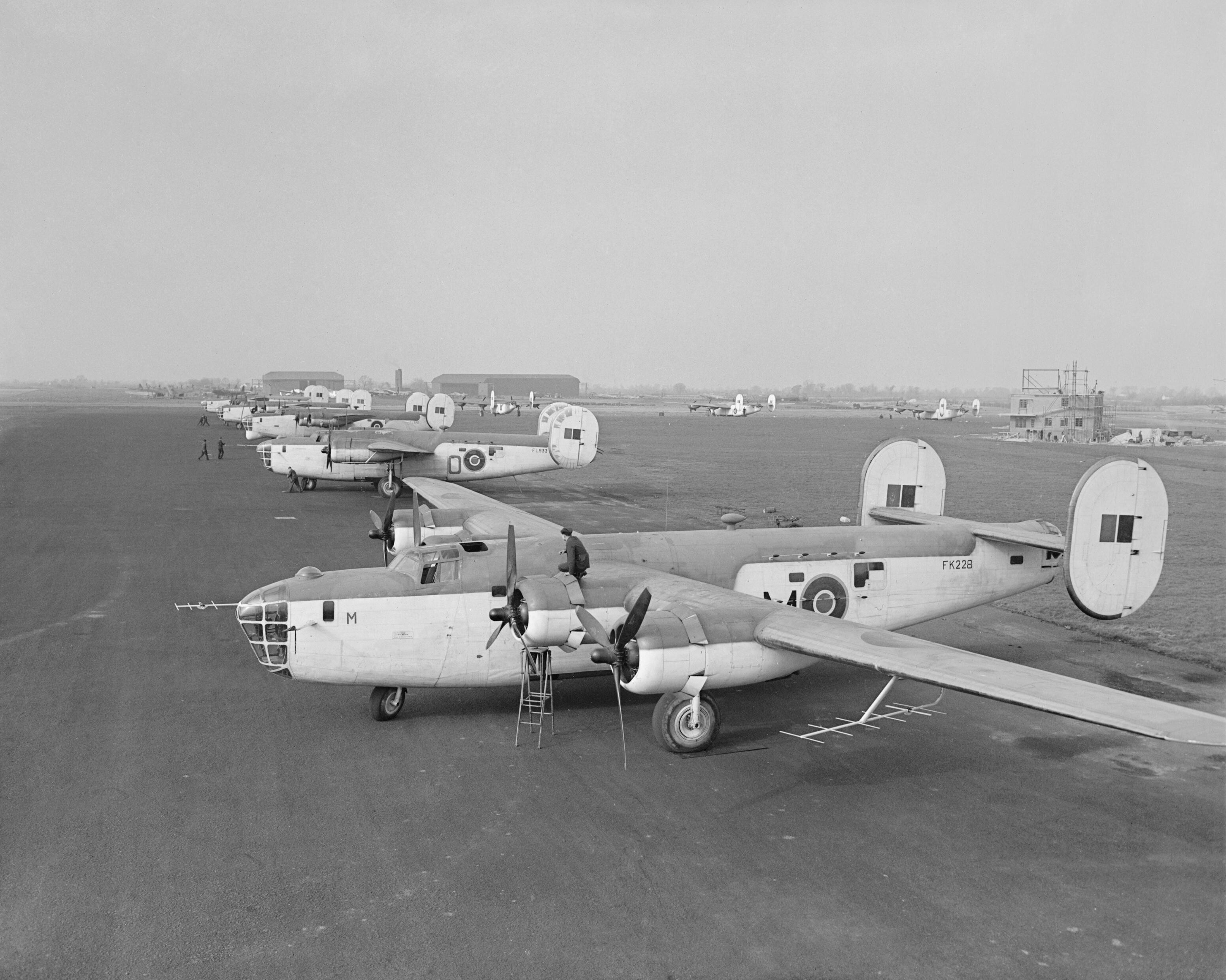
リベレーター GR Mk.III

購入機とレンドリース法による貸与機がある。
リベレーター Mk.I
イギリス空軍が購入した最初のB-24で元YB-24のLB-30A 6機とB-24Aと同仕様のLB-30B 19機からなる（LB-30Bの発注数は20機だが引き渡し前に1機が事故で損傷し引き渡されず）。LBはLand Bomberの略で初期のイギリス空軍型機に使用されていた型番。攻撃用武装としてイスパノ・スイザ HS.404 ガンパック4門を装備。
リベレーター Mk.II
イギリス空軍仕様の本格生産型。尾部および胴体上部の動力旋回銃塔がボールトンポール製7.7mm4連装旋回銃塔に変更されている。165機製造（諸説あり）。
LB-30
アメリカ陸軍航空隊が徴用したリベレーター Mk.II。R-1830-33装備（ターボ過給器未装備）。銃塔は陸軍仕様のB-24と同じものに換装されている。太平洋戦争で日本軍と初交戦したリベレーターはこの機体である。82機使用（諸説あり）。
リベレーター Mk.III
B-24Dのイギリス空軍仕様。尾部銃塔がボールトンポール製7.7mm4連装旋回銃塔。145機供与。
リベレーター Mk.III A
B-24Dの哨戒型。内装がアメリカ仕様のままのレンドリース機。11機供与およびMk.IIIから1機改造。
リベレーター Mk.IV
B-24Eのイギリス空軍仕様として予約されていたが実際はB-24Eが供与されず、リベレーター Mk.VIからの改修機に使用された。
リベレーター Mk.V
B-24Gのイギリス空軍仕様。
リベレーター Mk.VI
B-24H、B-24Jのレンドリース機。
リベレーター Mk.VII
C-87のイギリス空軍仕様。
リベレーター Mk.VIII
B-24H、B-24Jのイギリス空軍仕様。
リベレーター Mk.XI
RY-3のイギリス空軍仕様。

## 諸元
データは脚注の資料に基づく。
| 形式         | 形式         | B-24A                      | B-24D                      | B-24J                      | B-24M                      |
| ------------ | ------------ | -------------------------- | -------------------------- | -------------------------- | -------------------------- |
| 全長         | 全長         | 19.43 m                    | 20.22 m                    | 20.47 m                    | 20.47 m                    |
| 全幅         | 全幅         | 33.53 m                    | 33.53 m                    | 33.53 m                    | 33.53 m                    |
| 全高         | 全高         | 5.72 m                     | 5.46 m                     | 5.49 m                     | 5.49 m                     |
| 翼面積       | 翼面積       | 97.36 m2                   | 97.36 m2                   | 97.36 m2                   | 97.36 m2                   |
| 空虚重量     | 空虚重量     | 13,608 kg                  | 14,790 kg                  | 16,556 kg                  | 16,330 kg                  |
| 全備重量     | 全備重量     | 24,313 kg                  | 27,216 kg                  | 25,400 kg                  | 25,100 kg                  |
| 最大離陸重量 | 最大離陸重量 | N/A                        | 28,803 kg                  | 29,500 kg                  | 29,257 kg                  |
| 発動機       | 機種         | P&W R-1830                 | P&W R-1830                 | P&W R-1830                 | P&W R-1830                 |
| 発動機       | 機種         | -33                        | -43                        | -65                        | -65                        |
| 発動機       | 離昇出力     | 1,200 hp                   | 1,200 hp                   | 1,200 hp                   | 1,200 hp                   |
| 発動機       | 搭載数       | 4基                        | 4基                        | 4基                        | 4基                        |
| 燃料容量     | 燃料容量     | 8,949 L                    | 10,652-13,680 L            | 10,652-13,680 L            | 10,652-13,680 L            |
| 最大速度     | 最大速度     | 470 km/h （高度 4,570m時） | 488 km/h （高度 7,620m時） | 475 km/h （高度 7,620m時） | 483 km/h （高度 7,140m時） |
| 巡航速度     | 巡航速度     | 242 km/h                   | 322 km/h                   | 346 km/h                   | 346 km/h                   |
| 上昇時間     | 上昇時間     | 3,050 m / 5.6分            | 6,100 m / 22分             | 6,100 m / 25分             | 6,100 m / 25分             |
| 実用上昇限度 | 実用上昇限度 | 9,300 m                    | 8,530 m                    | 8,530 m                    | 8,530 m                    |
| 航続距離     | 航続距離     | 3,540 km                   | 3,700 km                   | 3,380 km                   | 3,380 km                   |
| 爆弾搭載量   | 爆弾搭載量   | 1,800 kg                   | 4,000 kg                   | 4,000 kg                   | 4,000 kg                   |
| 武装         | 武装         | 12.7 mm x6 7.7mm x2        | 12.7mm x10-11              | 12.7mm x10                 | 12.7mm x10                 |
| 乗員         | 乗員         | 7名                        | 10名                       | 10名                       | 10名                       |

## 運用国
- アメリカ合衆国
- イギリス
- オーストラリア
- ブラジル
- カナダ
- 中華民国
- インド

- イタリア
- オランダ
- ニカラグア
- ルーマニア
- ポーランド
- 南アフリカ連邦
- トルコ

## 現存する機体
- 型名末のアルファベット二文字は、以下の製造工場の番号である。
  - CO - コンソリデーテッド社サンディエゴ工場
  - CF - コンソリデーテッド社フォートワース工場
  - FO - フォード社ウィローラン工場
- 英字入り番号は1段のみのものは英国空軍番号、2段のものは下段がインド空軍番号。4X-(4または5桁)の数字は米陸軍航空軍番号。(USN)は米海軍航空局番号。最下段は製造番号。

| 型名                                                    | 番号                      | 機体写真 | 国名                                | 所有者                         | 公開状況 | 状態     | 備考                                                    |
| ------------------------------------------------------- | ------------------------- | -------- | ----------------------------------- | ------------------------------ | -------- | -------- | ------------------------------------------------------- |
| B-24A-CO リベレーター B Mk.I LB-30A RLB-30              | 40-2366 AM927 18          |          | アメリカ テキサス州                 | 記念空軍(CAF) B-29/B-24飛行隊  | 公開     | 飛行可能 | 予約制で搭乗できる。                                    |
| B-24D-10-CO                                             | 41-23908 393              |          | アメリカ ユタ州                     | ヒル航空宇宙博物館             | 公開     | 静態展示 |                                                         |
| B-24D-25-CO                                             | 41-24311 1106             | 写真     | トルコ イスタンブール県             | ラフミ・M・コッチ博物館        | 公開     | 静態展示 |                                                         |
| B-24D-25-CO                                             | ?                         |          | アメリカ フロリダ州                 | ファンタジー・オブ・フライト   | 公開     | 静態展示 | 機首のみ現存。B-24D-CO/41-11825号機の塗装がされている。 |
| リベレーター GR Mk.V B-24D-60-CO                        | BZ734 42-40461 1538       | 写真     | アメリカ ヴァージニア州             | ヴァージニア航空宇宙センター   | 公開     | 静態展示 |                                                         |
| B-24D-70-CO                                             | BZ755 42-40557            |          | アメリカ ジョージア州               | 国立強力第8空軍博物館          | 公開     | 静態展示 | 機首のみ現存。                                          |
| B-24D-145-CO                                            | 42-41182 2259             | 写真     | オーストラリア ノーザンテリトリー州 | ダーウィン博物館               | 公開     | 静態展示 | 胴体部のみ現存。                                        |
| B-24D-160-CO                                            | 42-72843 2413             |          | アメリカ オハイオ州                 | 国立アメリカ空軍博物館         | 公開     | 静態展示 |                                                         |
| B-24J-85-CF                                             | 44-44052 1347             |          | アメリカ マサチューセッツ州         | コリングス財団                 | 公開     | 飛行可能 |                                                         |
| B-24J-90-CF                                             | KH304 44-44175 1470       |          | アメリカ アリゾナ州                 | ピマ航空宇宙博物館             | 公開     | 静態展示 |                                                         |
| B-24J-90-CF リベレーター B Mk.VII リベレーター GR Mk.VI | KH342 HE924 44-44213 1508 |          | インド デリー首都圏                 | インド空軍博物館               | 公開     | 静態展示 |                                                         |
| リベレーター B Mk.VII B-24J-95-CF                       | KH401 HE771 44-44272 1567 |          | アメリカ フロリダ州                 | ファンタジー・オブ・フライト   | 公開     | 静態展示 |                                                         |
| リベレーター GR Mk.VIII B-24J-100-CF                    | KK331 44-44412 1707       |          | ノルウェー ルーガラン県             | ソラ飛行歴史博物館             | 公開     | 静態展示 |                                                         |
| B-24J-20-FO                                             | 44-48781 3636             |          | アメリカ ルイジアナ州               | バークスデール国際勢力博物館   | 公開     | 静態展示 | 旧塗装                                                  |
| リベレーター B Mk.VII B-24L-20-FO                       | KN820 HE773 44-50154 5009 |          | カナダ オンタリオ州                 | カナダ航空宇宙博物館 (オタワ)  | 非公開   | 保管中   |                                                         |
| リベレーター B Mk.VIII B-24L-20-FO                      | KN751 HE807 44-50206 6707 |          | イギリス ロンドン                   | イギリス空軍博物館ロンドン館   | 公開     | 静態展示 |                                                         |
| B-24M-5-CO PB4Y-1                                       | 44-41916 90165 (USN) 5852 |          | アメリカ カリフォルニア州           | キャッスル航空博物館           | 公開     | 静態展示 |                                                         |
| B-24M-10-CO                                             | A72-176 44-41956 5892     | 写真     | オーストラリア ヴィクトリア州       | B-24リベレーター記念修復基金   | 公開     | 修復中   | 42-41091を使用して修復されている。                      |
| B-24M-20-FO EZB-24M-21-FO                               | 44-51228 6083             |          | イギリス ケンブリッジシャー州       | ダックスフォード帝国戦争博物館 | 公開     | 静態展示 |                                                         |
| レプリカ                                                |                           |          | ポーランド マゾフシェ県             | ワルシャワ蜂起博物館           | 公開     | 静態展示 |                                                         |